# Family Affair
«Family Affair» — песня американской группы Sly and the Family Stone с их альбома 1971 года There’s a Riot Goin’ On. За две недели до выхода альбома была издана отдельным синглом.
Этот сингл стал первым новым материалом, выпущенным группой почти за два года, со времени двустороннего сингла «Thank You (Falettinme Be Mice Elf Agin) / Everybody Is a Star».
В США песня достигла 1 места как в чарте Billboard Hot 100, так и в жанровом ритм-н-блюзовом чарте того же журнала «Билборд», став для группы третьим и последним в карьере синглом номер 1 в США.

## Кавер-версии
В 2005 году свой версию этой песни записали Джон Ледженд, Джосс Стоун и Ван Хант. За свою запись они были на прошедшей в начале 2007 года церемонии удостоены премии «Грэмми» в категории «Лучшая работа в стиле R&B дуэта или группы с вокалом».

## Награды и признание
В 2004 году журнал Rolling Stone поместил песню «Family Affair» в оригинальном исполнении группы Sly and the Family Stone на 138 место своего списка «500 величайших песен всех времён». В списке 2011 года песня находится на 139 месте.
Кроме того, в 2014 году британский музыкальный журнал New Musical Express поместил песню «Family Affair» в исполнении группы Sly and the Family Stone на 294-е место своего списка «500 величайших песен всех времён».